# 파올로 디 카니오
파올로 디 카니오(이탈리아어: Paolo Di Canio, 1968년 7월 9일 ~ )는 이탈리아의 전 축구 선수이자 축구 감독이다. 2011년부터 2013년까지 영국 스윈던 타운 FC 팀의 감독을 지냈으며, 2013년에 선덜랜드 AFC 감독을 맡았다가 그해 9월 성적 부진 때문에 경질되었다.